# Pedaliodes lora
Pedaliodes lora är en fjärilsart som beskrevs av Grose-smith och Kirby. Pedaliodes lora ingår i släktet Pedaliodes och familjen praktfjärilar. Inga underarter finns listade i Catalogue of Life.